# March Town United F.C.
March Town United Football Club là một câu lạc bộ bóng đá đến từ March, Cambridgeshire, Anh. Hiện tại đội bóng đang thi đấu ở Eastern Counties League Division One trên sân nhà GER Sports Ground.

## Lịch sử
Trước Thế chiến thứ II, có 2 đội bóng trong thị trấn: March GER United thành lập năm 1911 và chuyển đến GER Sports Ground năm 1923, và March Town, được thành lập năm 1885, chơi trên sân nhà Estover Road, Gaul Drove, Burrowmoor Road và Avenue Ground (1923–39). Sau chiến tranh March GER United không tái hợp lại, và March Town tiếp quản sân đấu, thêm chữ United vào tên từ năm 1950. Sân GER cũng tổ chức đua chó săn thỏ, đua xe và cricket đến năm 1960, dẫn đến khán đài gỗ bị xa khỏi khu vực sân. Họ gia nhập United Counties League năm 1948, vô địch Division One mùa giải 1953–54.
Mùa giải sau đó, câu lạc bộ gia nhập Eastern Counties League, đứng thứ 3 chung cuộc trong mùa đầu tiên thi đấu và đứng thứ 2 ở mùa thứ 2, một mùa mà họ lần đầu tiên cũng vào đến Vòng 1 FA Cup, thất bại 4–0 trước Brentford. Họ lại vào Vòng 1 ở mùa giải 1978–79, nhưng thua 2–0 ở Swindon Town.
Mùa giải 1987–88 lần đầu tiên họ vô địch giải đấu, chơi trận đấu quyết định ngôi vương, trước khán giả gồm 2,000 cổ động viên cho Chatteris Town. Mùa giải 1996–97 họ đứng cuối bảng Premier Division, và lại xuống chơi ở Division One, từ lâu lắm rồi.

## Danh hiệu
- Eastern Counties League
  - Vô địch 1987–88
- United Counties League
  - Division One Vô địch 1953–54

## Kỉ lục
- Thành tích tốt nhất tại FA Cup : Vòng 1, 1955–56, 1978–79
- Thành tích tốt nhất tại FA Trophy : Vòng loại 2, 1970–71, 1972–73
- Thành tích tốt nhất tại FA Vase: Vòng 3, 1975–76, 1988–89
- Số khán giả đến cổ vũ đông nhất: 7,500 với King's Lynn, FA Cup, 1956[2]